# Ошмянский краеведческий музей имени Ф. К. Богушевича
Ошмянский краеведческий музей имени Ф. К. Богушевича — музей в Беларуси, основанный в городе Ошмяны постановлением Совета Министров БССР от 27 сентября 1952 года.

## История
Открыт для посетителей 16 октября 1955 года, площадь музея на тот момент составляла 144 м². Руководили музеем А. М. Кушнеров, В. Ю. Свентиховский, Л. Д. Ефимцова, М. Ф. Спиридонов, В. Р. Наумов, Ю. М. Борд, М. М. Барановский, А. Р. Кораневский, Д. И. Василевская. С 1998 года директор Ж. И. Иванова.
В 1981 году выставочная площадь музея составляла 248 м². Действовали отделы истории досоветского периода, истории советского периода и отдел природы.
Основной фонд музея (2008) насчитывает 9144 единиц хранения, научно-вспомогательный — 9870 единиц. В коллекциях музея древние орудия труда, фрагменты стеклянной и керамической посуды XI—XVI в., найденные при археологических раскопках в Ошмянском районе, монеты XVIII—XIX в., предметы быта, произведения декоративно-прикладного искусства, изделия народных мастеров, документы и фотографии по истории Ошмянского района. Экспонаты рассказывают об участниках историко-революционных событий Н. С. Орехво, Г. Дембинского, А. Снядецком. В фондах музея хранятся документы и материалы периода Великой Отечественной войны, в том числе о действовавшей в районе партизанской бригаде имени Н. Гастелло, типографии, партизанских газетах и листовках. Значительная часть коллекции посвящена жизни и творчеству Франциска Богушевича: личные вещи, издания его произведений, модель дома в Кушлянах и др. В библиотеке музея хранится около 1500 томов ценных изданий XIX и XX веков.
В 2000 году музей был переведён в историческое здание в центре города и закрыт для посетителей. С сентября 2006 года ведется его реконструкция. Выставочная деятельность осуществляется в учебных заведениях, учреждениях культуры, других музеях.
6 мая 2021 года начал работу филиал музея "Гольшанский замок".

## Филиал
- Музей "Гольшанский замок"